# 開普梅法院
開普梅法院是美國新澤西州開普梅縣的縣治。
根據2010年人口普查，本鎮共有人口5,338人。
在2007年4月前，位於開普梅法院的開普梅地區醫療中心是開普梅縣的唯一一間醫院。開普梅縣公園和動物園亦位於開普梅法院內。

## 地理
開普梅法院的座標為39°04′44″N 74°49′15″W / 39.07892°N 74.820866°W（39.07892,-74.820866）。根據2000年人口普查，本城面積為9.899平方英里（25.64平方），其中8.926平方英里（23.12平方）為陸地，0.973平方英里（2.52平方）為水域。